# Jean Couzy
Jean Couzy (9. července 1923 – 2. listopadu 1958) byl francouzský horolezec. Studoval letecké inženýrství na École Polytechnique. V roce 1950 ve věku 27 let byl přizván k účasti na expedici na Annapurnu vedené Mauricem Herzogem. Zde byl velmi platným členem zvláště při záchraně vrcholového týmu Herzog a Louis Lachenal. O 5 let později spolu s Lionelem Terrayem jako první lidé vystoupili na pátou nejvyšší horu světa Makalu. Horolezecké úspěchy zaznamenal i v Alpách, které se mu však staly osudnými. Zemřel při nehodě v roce 1958.

## Úspěšné výstupy
- 1954 – Čomo Lonzo (7804 m n. m.) – první výstup na vrchol
- 1955 – Makalu (8485 m n. m.) – první výstup na vrchol